# Horst Backsmann
Horst Backsmann (* 18. Dezember 1920 in Elberfeld; † 9. Juli 1984 in Bad Homburg) war ein deutscher Ministerialbeamter und Jurist.

## Leben und Tätigkeit
Nach dem Jurastudium war Horst Backsmann von 1953 bis 1954 als Richter am Amtsgericht Siegburg und am Landgericht Bonn tätig. 1954 wurde er Hilfsreferent und 1956 Leiter des Referats K 2 (Kabinettsangelegenheiten BMJ, BMVt, BMV, BMP sowie Justitiariat und internationale Rechtsfragen) beim Bundesministerium für wirtschaftliche Zusammenarbeit, aus dem 1957 das Bundesministerium für den wirtschaftlichen Besitz des Bundes wurde. Von 1959 bis 1960 war Backsmann Hilfsreferent im Referat II B/1 (Grundsatzfragen und Maßnahmen zur Privatisierung, Verwaltung der Vereinigten Elektrizitäts- und Bergwerks AG - Veba - und kleinerer Beteiligungen) und wurde 1960 Leiter des Referats II B/4 (Privatisierung von Bundesbeteiligungen). Kurz nachdem dieses Referat ab 1961 zusätzlich auch für die Volkswagenwerke AG zuständig war, schied Backsmann aus dem öffentlichen Dienst aus und wechselte 1961 an das Volkswagenwerk Wolfsburg, wo er von 1969 bis 1978 Vorstandsmitglied war. Daneben war Horst Backsmann von 1978 bis zu seinem Tod im Alter von 64 Jahren Präsident des Verbandes der Automobilindustrie.

## Ehrungen
- 1971 Leibniz-Medaille der Akademie der Wissenschaften und der Literatur Mainz[2]